# Август Попов (комунист)
Вижте пояснителната страница за други личности с името Август Попов.
Август Димчев Попов е български комунист, деец на БРП (к). Участник в комунистическото партизанско движение по време на Втората световна война.

## Биография
Роден е на 7 август 1909 година в Шумен. Секретар на ОК на РМС и секретар на ОК на БРП (к) в Шумен (1932). Емигрира в СССР. Участва в Гражданската война в Испания.
Участва в комунистическото движение по време на Втората световна война. Завръща се в България през септември 1941 г. с групата на парашутистите за организиране на въоръжените действия на местните комунисти. Заловен и осъден на смърт по процеса на парашутистите. Разстрелян на 26 юни 1942 година в София.
Шуменският партизански отряд е наименуван „Август Попов“.